# 圖里亞河 (大維西河支流)
圖里亞河（烏克蘭語：Турія）是烏克蘭的河流，位於該國中部，屬於大維西河的右支流，發源自列別金西部，流經切爾卡瑟州和基洛夫格勒州，河道全長26公里，流域面積179平方公里。